# On the Last Day
On The Last Day (abreviado como OtLD ) fue una banda de post-hardcore proveniente de Seattle, Washington.

## Biografía
La banda fue creada en Seattle, Washington, a mediados de 2003, formada originalmente por Geoffrey Walker (voz), Justin Johnson (guitarra rítmica), Frank Gross (guitarra principal), Aaron Johnson (bajo) y Drew Dowell (batería).
El 13 de agosto de 2005 lanzan el EP Wars Like Whispers (Guerras como susurros). El 22 de agosto de 2006 lanzan su álbum debut Meaning in the Static (Significado de la estática), por Victory Records y producido por Steve Carter. Entró en 2006 el tecladista Carson Allen, ex-teclista de Escape the Fate y Alaska Devilyn, el cual se encargó de las voces en 2007.
Comenzaron su primer tour en el invierno de 2006 (10 de agosto - 11 de septiembre), junto a la banda Crash Romeo. La gira duró 33 días con 22 lugares. El grupo viajó por Europa a principios de 2007.
Carson Allen pasó a ser vocalista, ya que Geoff se fue a la banda Again and Again. A partir del 13 de febrero de 2008, la banda ya no es parte de Victory Records. El 28 de octubre lanzan su segundo EP y último lanzamiento, Make It Mean Something (Hacer que signifique algo), originalmente el álbum fue originalmente iba a ser grabado y editado de forma independiente el 9 de septiembre de 2008 a través de varias tiendas de discos independientes, sin embargo, con su contrato con Torque Records se lanzó casi 3 meses después, esté llegó al #3 en el Billboard Heatseekers.
Después de la grabación de su último EP Drew Dowell deja la banda por motivos desconocidos.
El 2 de septiembre de 2009, OtLD anunció que estaban en un "hiato indefinido". El guitarrista Frank Gross, y el vocalista, Carson Allen comenzaron una nueva banda: My VS. Myself.
Frank Gross y Nick Wiggins (de Aiden), estuvieron en una banda cuando jóvenes la cual se llamaba Bent Kactus.

## Miembros

### Actuales
- Carson Allen - voz, teclados
- Justin Johnson - guitarra rítmica
- Frank Gross - guitarra principal
- Aaron Johnson - bajo

### Pasados
- Geoffrey Walker - voz
- Drew Dowell - batería

## Discografía
- Wars Like Whispers (EP, 2005)
- Meaning in the Static (LP, 2006)
- Make It Mean Something (EP, 2008)